# Danh sách đảo theo tên (C)
Danh sách dưới đây liệt kê các đảo bắt đầu bằng ký tự C.
Đây là một danh sách chưa hoàn tất, và có thể sẽ không bao giờ thỏa mãn yêu cầu hoàn tất. Bạn có thể đóng góp bằng cách mở rộng nó bằng các thông tin đáng tin cậy.
A - B - C - D - Đ - E - F - G - H - I - J - K - L - M - N - O - P - Q - R - S - T - U - V - W - X - Y - Z

## C
| Tên đảo                              | Vị trí (Quần đảo, nhóm đảo...)                       | Quốc gia |
| ------------------------------------ | ---------------------------------------------------- | --- |
| Caballo                              | Manila Bay                                           | Philippines |
| Cabanaas                             | Algarve islands                                      | Bồ Đào Nha |
| Cabbage                              | Holston River, Tennessee                             | Hoa Kỳ |
| Cabrera                              | Quần đảo Baleares                                    | Tây Ban Nha |
| Cacela da Abóbora                    | Algarve islands                                      | Bồ Đào Nha |
| Cacela                               | Algarve islands                                      | Bồ Đào Nha |
| Caillou                              | Timbalier Bay, Louisiana                             | Hoa Kỳ |
| Caja de Muertos                      | Puerto Rico                                          | Hoa Kỳ |
| Calayan                              | Babuyan Islands, Cagayan                             | Philippines |
| Calf of Eday                         | The North Isles, Bản mẫu:Country data Orkney Islands | Anh Quốc, Scotland |
| Calf of Flotta                       | The South Isles, Bản mẫu:Country data Orkney Islands | Anh Quốc, Scotland |
| Calf of Man                          | Đảo Man                                              | Crown dependency |
| Callinan                             | Stoney Lake, Ontario                                 | Canada |
| Calumet                              | Timbalier Bay, Louisiana                             | Hoa Kỳ |
| Calvert                              | British Columbia                                     | Canada |
| Cambalhão                            | Estremadura islands                                  | Bồ Đào Nha |
| Camelot                              | St. Lawrence River, Ontario                          | Canada |
| Cameron                              | Nunavut                                              | Canada |
| Cameron                              | Lake Joseph, Ontario                                 | Canada |
| Camiguin                             | Babuyan Islands, Cagayan                             | Philippines |
| Camorta                              | Central group of the Quần đảo Nicobar                | Ấn Độ |
| Camp                                 | Lake Winnipesaukee, New Hampshire                    | Hoa Kỳ |
| Campania                             | British Columbia                                     | Canada |
| Campbell                             | Torres Strait Islands, Queensland                    | Úc |
| Campbell                             | Campbell Islands                                     | New Zealand |
| Campbell                             | British Columbia                                     | Canada |
| Campbells                            | Sông Mississippi, Illinois                           | Hoa Kỳ |
| Campobello                           | New Brunswick                                        | Canada |
| Cancún                               | Biển Caribe, Quintana Roo                            | México |
| Candlana Bar                         | Willamette River, Oregon                             | Hoa Kỳ |
| Canna                                | Inner Hebrides                                       | Anh Quốc, Scotland |
| Isla del Caño                        | Bahia de Coronado                                    | Costa Rica |
| Canon Rock                           |                                                      | Bắc Ireland |
| Cantin                               | French River, Ontario                                | Canada |
| Cape Barren                          | Furneaux Group, Bass Strait, Tasmania                | Úc |
| Cape Breton                          | Nova Scotia                                          | Canada |
| Capraia                              | Tuscan Archipelago                                   | Ý |
| Caprara                              | Tremiti Islands                                      | Ý |
| Caprera                              | Maddalena archipelago, Sardegna                      | Ý |
| Capri                                | Vịnh Naples                                          | Ý |
| Car                                  | Lower Lough Erne                                     | Ireland |
| Car Nicobar                          | Northern group of the Quần đảo Nicobar               | Ấn Độ |
| Cara                                 | Inner Hebrides                                       | Anh Quốc, Scotland |
| Carcass                              | Quần đảo Falkland                                    | Vương quốc Anh |
| Isla Carmen                          | Baja California Sur                                  | México |
| Carmen                               | Laguna de Términos, Campeche                         | México |
| Carmines                             | York River, Virginia                                 | Hoa Kỳ |
| Carmona                              | Beira Baixa islands                                  | Bồ Đào Nha |
| Caroline                             | Line Islands                                         | Kiribati |
| Carpmael                             | Georgian Bay, Ontario                                | Canada |
| Carrington                           | Great Salt Lake, Utah                                | Hoa Kỳ |
| Carroll                              | Sông Mississippi, Illinois                           | Hoa Kỳ |
| Isla de la Cartuja                   | Guadalquivir River, Sevilla, Andalusia               | Tây Ban Nha |
| Cascalheira                          | Alentejo islands                                     | Bồ Đào Nha |
| Casse-Tete                           | Timbalier Bay, Louisiana                             | Hoa Kỳ |
| Cast-off                             | Allegheny River, Pennsylvania                        | Hoa Kỳ |
| Cat                                  | Bahamas                                              | Bahamas |
| Cat                                  | Mascarene Islands                                    | Mauritius |
| Cat                                  | Sông Mississippi, Arkansas                           | Hoa Kỳ |
| Cat                                  | Apostle Islands, Wisconsin                           | Hoa Kỳ |
| Cat                                  | Gulf Coast, Mississippi                              | Hoa Kỳ |
| Catalina                             | Quần đảo Eo Biển of California, California           | Hoa Kỳ |
| Catalina De La Romana                | La Romana                                            | Dominican Republic |
| Çatalada                             | Aegean Sea                                           | Thổ Nhĩ Kỳ |
| Catanduanes                          | Catanduanes, Luzon                                   | Philippines |
| Catfish                              | Missouri River, Missouri                             | Hoa Kỳ |
| Caye Caulker                         | Biển Caribe                                          | Belize |
| Cava                                 | Bản mẫu:Country data Orkney Islands                  | Anh Quốc, Scotland |
| Caviana                              | Mouth of the Amazon River, Pará                      | Brasil |
| Cavus adasi                          | Kiremit islands group                                | Thổ Nhĩ Kỳ |
| Cayman Brac                          | Cayman Islands                                       | Vương quốc Anh |
| Cebu                                 | Visayas                                              | Philippines |
| Cedar                                | St. Lawrence River, Ontario                          | Canada |
| Cedar                                | Willamette River, Oregon                             | Hoa Kỳ |
| Cedros                               | Thái Bình Dương, Baja California                     | México |
| Central Coronado                     | Coronado Islands, Baja California                    | México |
| Center                               | San Juan Islands, Washington                         | Hoa Kỳ |
| Centre                               | Georgian Bay, Ontario                                | Canada |
| Cerf                                 | Seychelles                                           | Seychelles |
| Cessions Towhead                     | Sông Mississippi, Arkansas                           | Hoa Kỳ |
| Cezi                                 | Chu San                                              | Trung Quốc |
| Chafarinas                           | Plazas de Soberanía, Strait of Gibraltar             | Tây Ban Nha |
| Champlain                            | Georgian Bay, Ontario                                | Canada |
| Champlain Monument                   | Georgian Bay, Ontario                                | Canada |
| Chandeleur                           | Louisiana                                            | Hoa Kỳ |
| Chandra                              | Bajuni Islands                                       | Somalia |
| Ko Chang                             | Vịnh Thái Lan                                        | Thái Lan |
| Changbai                             | Chu San                                              | Trung Quốc |
| Change                               | Newfoundland và Labrador                             | Canada |
| Changzhi                             | Chu San                                              | Trung Quốc |
| Chantry                              | Lake Huron, Ontario                                  | Canada |
| Charles                              | Nunavut                                              | Canada |
| Charles                              | Connecticut                                          | Hoa Kỳ |
| Charlton                             | Nunavut                                              | Canada |
| Chases                               | Lake Winnipesaukee, New Hampshire                    | Hoa Kỳ |
| Chausey                              | Quần đảo Eo Biển                                     | Pháp |
| Cheduba                              |                                                      | Myanmar |
| Chek Lap Kok                         | Hồng Kông                                            | Trung Quốc |
| Chełminek                            | Oder Lagoon islands                                  | Ba Lan |
| Chelat                               | Lakshadweep                                          | Ấn Độ |
| Chergui                              | Kerkenna Islands                                     | Tunisia |
| Cheung Chau                          | Islands District, Hồng Kông                          | Trung Quốc |
| Chick                                | Lake Erie, Ontario                                   | Canada |
| Chicot                               | Louisiana                                            | Hoa Kỳ |
| Chief's                              | Lake Joseph, Ontario                                 | Canada |
| Chiefs                               | Lake Couchiching, Ontario                            | Canada |
| Chillicothe                          | Illinois River, Illinois                             | Hoa Kỳ |
| Chiloane                             |                                                      | Mozambique |
| Chiloé                               | Chiloé Archipelago                                   | Chile |
| Isla Chincha Centro                  | Chincha Islands                                      | Peru |
| Isla Chincha Norte                   | Chincha Islands                                      | Peru |
| Isla Chincha Sur                     | Chincha Islands                                      | Peru |
| Chios                                | Aegean Islands                                       | Hy Lạp |
| Chira                                | Vịnh Nicoya                                          | Costa Rica |
| Chirinkotan                          | Kuril Islands Sakhalin Oblast                        | Nga |
| Chirpoy                              | Kuril Islands Sakhalin Oblast                        | Nga |
| Chizumulu                            | Lake Malawi                                          | Malawi |
| Choctaw Island No. 78                | Sông Mississippi, Arkansas                           | Hoa Kỳ |
| Choiseul                             | Melanesia                                            | Quần đảo Solomon |
| Choupique                            | Louisiana                                            | Hoa Kỳ |
| Chouteau                             | Sông Mississippi, Illinois                           | Hoa Kỳ |
| Chovaye                              | Bajuni Islands                                       | Somalia |
| Chowra                               | Central group of the Quần đảo Nicobar                | Ấn Độ |
| Christian                            | Georgian Bay, Ontario                                | Canada |
| Christmas                            | Ấn Độ Dương                                          | Self-governing Territory of Úc |
| Chrysi                               |                                                      | Hy Lạp |
| Cula                                 | Bajuni Islands                                       | Somalia |
| Churchill                            | Georgian Bay, Ontario                                | Canada |
| Cicia                                | Lau Islands of Fiji                                  | Fiji |
| Čiovo                                |                                                      | Croatia |
| Île de la Cité                       | Seine River, Paris                                   | Pháp |
| City                                 | Halifax River, Florida                               | Hoa Kỳ |
| City                                 | Florida                                              | Hoa Kỳ |
| City                                 | Sông Mississippi, Iowa                               | Hoa Kỳ |
| City                                 | The Bronx, New York                                  | Hoa Kỳ |
| City                                 | Susquehanna River, Pennsylvania                      | Hoa Kỳ |
| Clackamette                          | Willamette River, Oregon                             | Hoa Kỳ |
| Clare                                | Clew Bay islands                                     | Ireland |
| Clarence                             | South Quần đảo Shetland                              | Claimed by Argentine Antarctica, Argentina, · Antártica Chilena Province of Chile, · và the Lãnh thổ châu Nam Cực thuộc Anh of the Vương quốc Anh                                        |
| Isla Clarión                         | Revillagigedo Islands, Colima                        | México |
| Clarion                              | Allegheny River, Pennsylvania                        | Hoa Kỳ |
| Clark                                | San Juan Islands, Washington                         | Hoa Kỳ |
| Clarksville                          | Sông Mississippi, Illinois                           | Hoa Kỳ |
| Clear                                |                                                      | Ireland |
| Cleenishmeen                         | Lower Lough Erne                                     | Ireland |
| Clipperton                           | Thái Bình Dương                                      | Pháp |
| Clooney                              | Louisiana                                            | Hoa Kỳ |
| Cloquet                              | Sông Mississippi, Minnesota                          | Hoa Kỳ |
| Club                                 | Georgian Bay, Ontario                                | Canada |
| Club                                 | St. Lawrence River, Ontario                          | Canada |
| Coats                                | Nunavut                                              | Canada |
| Cobra                                | Algarve islands                                      | Bồ Đào Nha |
| Coburg                               | Nunavut                                              | Canada |
| Cockburn                             | Lake Huron, Ontario                                  | Canada |
| Cayo Coco                            | Đại Antilles                                         | Cuba |
| Coco                                 | Algarve islands                                      | Bồ Đào Nha |
| Cocos                                | Thái Bình Dương                                      | Costa Rica |
| Cocos                                | Guam                                                 | Hoa Kỳ |
| Cod                                  | Newfoundland và Labrador                             | Canada |
| Coelleira                            | Galicia                                              | Tây Ban Nha |
| Coëtivy                              | Seychelles                                           | Seychelles |
| Cogley                               | Allegheny River, Pennsylvania                        | Hoa Kỳ |
| Coiba                                | Veraguas                                             | Panama |
| Coleman                              | Sông Mississippi, Illinois                           | Hoa Kỳ |
| Coll                                 | Inner Hebrides                                       | Anh Quốc, Scotland |
| Collanmore                           | Clew Bay islands                                     | Ireland |
| Colonsay                             | Inner Hebrides                                       | Anh Quốc, Scotland |
| Comfort                              | Louisiana                                            | Hoa Kỳ |
| Comino                               | Kemmuna, Maltese Islands                             | Malta |
| Cominotto                            | Maltese Islands                                      | Malta |
| Conanicut                            | Narragansett Bay, Rhode Island                       | Hoa Kỳ |
| Conception                           | Seychelles                                           | Seychelles |
| Conejera                             | Quần đảo Baleares                                    | Tây Ban Nha |
| Conejo                               | Vịnh Fonseca                                         | Honduras |
| Constance                            | St. Lawrence River, Ontario                          | Canada |
| Isla Contadora                       | Pearl Islands                                        | Panama |
| Cook                                 |                                                      | Quần đảo Cook(self-governing in free association with New Zealand) |
| Coon                                 | Sông Mississippi, Illinois                           | Hoa Kỳ |
| Coon                                 | Louisiana                                            | Hoa Kỳ |
| Copinsay                             | Bản mẫu:Country data Orkney Islands                  | Anh Quốc, Scotland |
| Coquet                               | England                                              | Vương quốc Anh |
| Coreille                             | Ottawa River, Ontario                                | Canada |
| Corfu                                | Ionian Islands                                       | Hy Lạp |
| Corisco                              | Rio Muni estuary                                     | Equatorial Guinea |
| Corn Holm                            | Bản mẫu:Country data Orkney Islands                  | Anh Quốc, Scotland |
| Cornwall                             | Nunavut                                              | Canada |
| Cornwall                             | St. Lawrence River, Ontario                          | Canada |
| Cornwallis                           | Nunavut                                              | Canada |
| Cornwallis                           | South Quần đảo Shetland                              | Claimed by Argentine Antarctica, Argentina, · Antártica Chilena Province of Chile, · và the Lãnh thổ châu Nam Cực thuộc Anh of the Vương quốc Anh                                        |
| Coron                                |                                                      | Philippines |
| Coronation                           | South Orkney Islands                                 | Claimed by the Vương quốc Anh · as part of the Quần đảo Falkland · và by Argentina |
| Corratistune                         | Upper Lough Erne                                     | Ireland |
| Corregidor                           | Manila Bay                                           | Philippines |
| Corse                                |                                                      | Pháp |
| Cortes                               | Discovery Islands, British Columbia                  | Canada |
| Corvo                                | Azores                                               | Bồ Đào Nha |
| Cosmoledo                            | Outer Islands of the Seychelles                      | Seychelles |
| Cotnam                               | Ottawa River, Ontario                                | Canada |
| Cottel                               | Newfoundland và Labrador                             | Canada |
| Cottonwood Bar                       | Sông Mississippi, Louisiana                          | Hoa Kỳ |
| Couba                                | Sông Mississippi, Louisiana                          | Hoa Kỳ |
| Coughran's                           | Lower Lough Erne                                     | Ireland |
| Courson                              | Allegheny River, Pennsylvania                        | Hoa Kỳ |
| Cousin                               | Seychelles                                           | Seychelles |
| Cousine                              | Seychelles                                           | Seychelles |
| Cove                                 | Lake Huron, Ontario                                  | Canada |
| Cove                                 | Lake Winnipesaukee, New Hampshire                    | Hoa Kỳ |
| Cow                                  | Rice Lake, Ontario                                   | Canada |
| Cow                                  | Lake Winnipesaukee, New Hampshire                    | Hoa Kỳ |
| Cox                                  | British Columbia                                     | Canada |
| Cozumel                              | Caribbean                                            | México |
| Cracroft                             | British Columbia                                     | Canada |
| Cranberry                            | Lake Huron, Ontario                                  | Canada |
| Crane                                | San Juan Islands, Washington                         | Hoa Kỳ |
| Crawford                             | Georgian Bay, Ontario                                | Canada |
| Credit                               | Sông Mississippi, Iowa                               | Hoa Kỳ |
| Cres                                 | Adriatic Sea                                         | Croatia |
| Crescent                             | Bay of Isles, South Georgia                          | British overseas territory |
| Crescent                             | Georgian Bay, Ontario                                | Canada |
| Kríti                                |                                                      | Hy Lạp |
| Crevinishaughy                       | Lower Lough Erne                                     | Ireland |
| Crim Rocks                           | Isles of Scilly                                      | Vương quốc Anh |
| Crooked                              | Florida                                              | Hoa Kỳ |
| Crosier                              | Charleston Lake, Ontario                             | Canada |
| Crowlin                              | Inner Hebrides                                       | Anh Quốc, Scotland |
| Crown                                | Lake Muskoka, Ontario                                | Canada |
| Crown Prince Frederik                | Nunavut                                              | Canada |
| Crozier                              | Kennedy Channel, Greenland                           | Đan Mạch |
| Cruls (also known as Crulls Islands) | Wilhelm Archipelago                                  | Châu Nam Cực |
| Crull's                              | Allegheny River, Pennsylvania                        | Hoa Kỳ |
| Crump Island                         | Tiểu Antilles                                        | Antigua và Barbuda |
| Cruninish                            | Lower Lough Erne                                     | Ireland |
| Cseke-sziget                         | Sông Donau                                           | Hungary |
| Csepel-sziget                        | Sông Donau                                           | Hungary |
| Cuba                                 | Đại Antilles                                         | Cuba |
| Culatra                              | Algarve islands                                      | Bồ Đào Nha |
| Culebra                              | Causeway Islands, Panama Canal                       | Panama |
| Culebrita                            | Culebra archipelago, Puerto Rico                     | Hoa Kỳ |
| Cumberland                           | Ohio River, Kentucky                                 | Hoa Kỳ |
| Cunda                                | Aegean Sea                                           | Thổ Nhĩ Kỳ |
| Curaçao                              | Tiểu Antilles                                        | Bản mẫu:Country data Kingdom of the Hà Lan |
| Curieuse                             | Seychelles                                           | Seychelles |
| Cuttyhunk                            | Elizabeth Islands, Massachusetts                     | Hoa Kỳ |
| Île aux Cygnes                       | Seine River, Paris                                   | Pháp |
| Cypress                              | San Juan Islands, Washington                         | Hoa Kỳ |
| Síp                                  | Síp                                                  | Síp và Akrotiri và Dhekelia, Anh Quốc sovereign base areas. · ( Bắc Síp claims và controls one third of the island, · although this is not recognised by any country except Thổ Nhĩ Kỳ.) |